# Ensiferella ceylonica
Ensiferella ceylonica är en tvåvingeart som beskrevs av Andersson 1977. Ensiferella ceylonica ingår i släktet Ensiferella och familjen fritflugor.
Artens utbredningsområde är Sri Lanka. Inga underarter finns listade i Catalogue of Life.